# Club Voleibol Barcelona
El Club Voleibol Barcelona-Barça es un club de voleibol femenino asociado como sección del Fútbol Club Barcelona. Actualmente compite en Superliga 2. Fundado en 1994, constituye un referente del voleibol femenino español, con innumerables éxitos a nivel catalán en todas las categorías, 7 campeonatos de base nacionales, 11 temporadas en la Superliga Femenina y 2 participaciones en Copas de Europa.

## Historia
El Club Voleibol Barcelona se fundó en el barrio barcelonés de Les Corts en 1994 y desde entonces la sede principal de su escuela siempre ha sido el Pavelló Poliesportiu Municipal L'Illa. El año siguiente de su fundación, en 1995 el Club firmó un acuerdo de patrocinio con la empresa Winterthur y durante esa misma temporada, el equipo juvenil logró su primer Campeonato de España en categoría juvenil. En la temporada 1998-1999 el primer equipo ascendió a la máxima categoría del voleibol español, la División de Honor,
En el año 2004 firmó un acuerdo de colaboración con el FC Barcelona, pasando a ser sección asociada y compitiendo bajo la denominación: Barça CVB. Desde el 2008 las actividades se ampliaron a las instalaciones del INEFC Barcelona, permitiéndole desarrollar un programa social y deportivo abierto que actualmente involucra alrededor de 250 deportistas. Desde su fundación  el club ha ganado innumerables campeonatos de Cataluña en todas las categorías, 7 campeonatos estatales de base, ha disputado 11 ligas y ha participado en 2 competiciones europeas.

## Palmarés
- Superliga 2 Femenina (1): 2020-21
- Copa Princesa (2): 2022-23, 2023-24
- Liga Catalana (6): 2010-11, 2012-13, 2014-15, 2015-16, 2016-17, 2017-18